# Luis Espínola
Luis Carlos Espínola Ruíz (Atyrá, 15 aprile 1986) è un ex calciatore paraguaiano, di ruolo centrocampista.

## Carriera

### Club
Ha giocato nella massima serie dei campionati paraguaiano, messicano, ecuadoriano e peruviano.